# Bravia
Sony Bravia – marka odbiorników telewizyjnych, wyświetlaczy wysokiej rozdzielczości obrazu LCD, projektorów, produktów „Kina domowego” należąca do Sony Corporation. Nazwa “Bravia” występuje również w technologiach związanych z produktami Sony, np. zespołom elektroniki odpowiedzialnej za jakość obrazu (Bravia Engine, Mobile BRAVIA Engine), technologii wpływającej na użyteczność/funkcjonalność produktów (Bravia Sync). BRAVIA jest akronimem od słów "Best Resolution Audio Visual Integrated Architecture".

Bravia W9

## Historia marki Bravia
Marka Bravia została wprowadzona w drugiej połowie 2005 roku zastępując markę Sony WEGA. Okres wprowadzenia marki Bravia pokrywa się z okresem popularyzacji standardu Full HD w Europie (przełom lat 2004-2006, pierwsze satelitarne kanały Full HD, znaczne poszerzenie oferty produktów i filmów Full HD). Akronim słów BRAVIA jest również związany z przejściem na nowy standard i oznacza „zintegrowaną architekturę dźwięku i obrazu o najlepszej rozdzielczości”, która łączy technologię przetwarzania obrazu przystosowaną do odtwarzania sygnału o najwyższej dostępnej rozdzielczości (HD, 4K), oraz technologię zaawansowanej reprodukcji wysokiej jakości dźwięku.
W roku 2006 pojawiły się pierwsze kompletne serie odbiorników telewizyjnych Bravia, marka WEGA zniknęła z rynku. Jednocześnie z rebrandingiem, w odbiornikach telewizyjnych Bravia zostały wprowadzone nowe technologie oraz nowe wzornictwo produktów.

## Logo Bravia
Logo Bravia zostało zaprojektowane w 2005 roku tak, aby poprzez drobne zmiany upoważnionych jednostek, zachować ponadczasowość i dostosować je do potrzeb różnych regionów Świata. Pierwsze logo Bravia w tle miało kolor czerwony. W 2006 roku zastosowany odcień stwarzał problemy w reprodukcji tego koloru na nieskalibrowanych odbiornikach większości konkurencyjnych producentów. Kolor ten ma symbolizować: „pasję, wizję i filozofię”.

## Innowacyjne rozwiązania i cechy odbiorników telewizyjnych Bravia

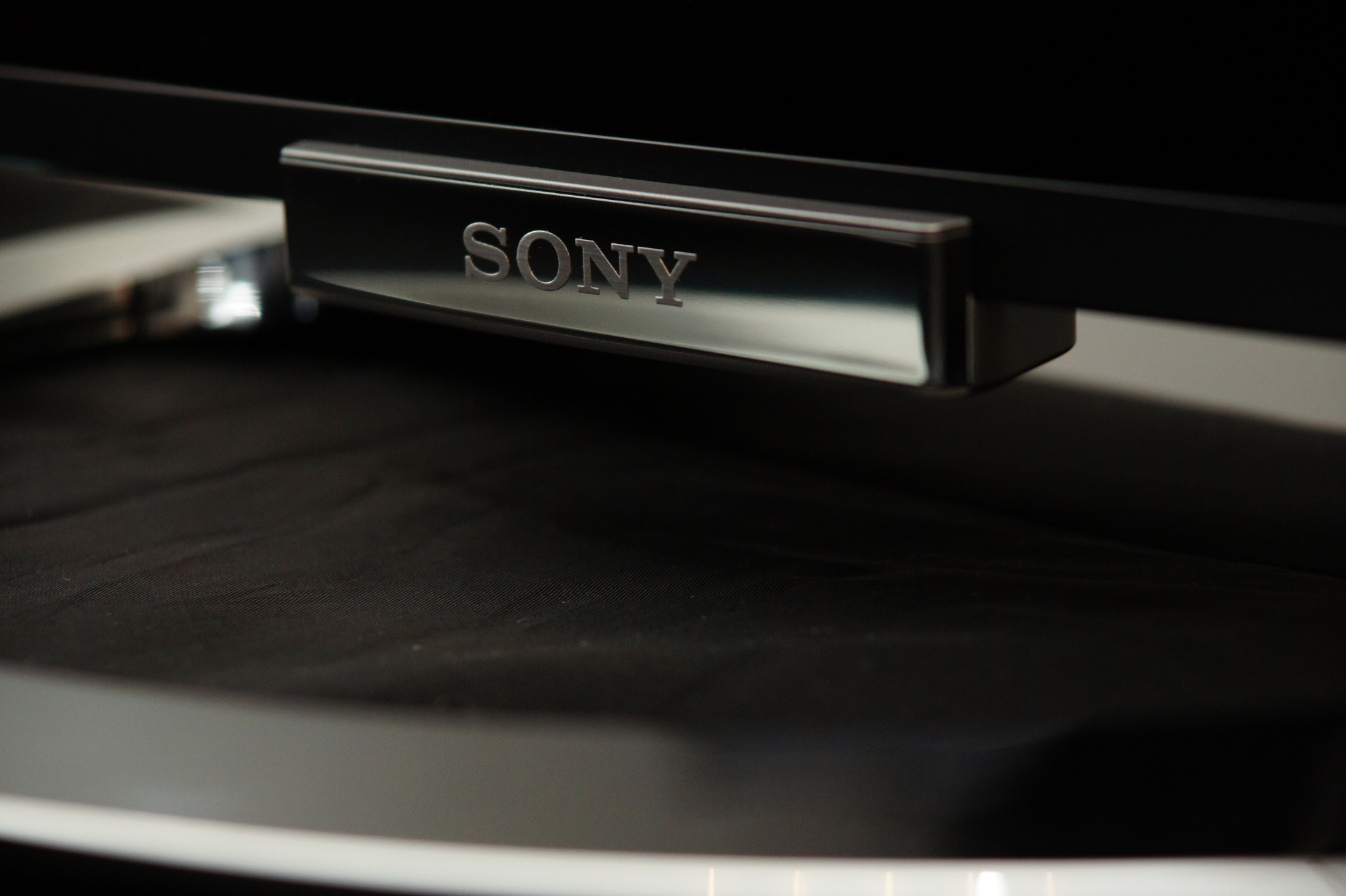
"Sense of Quartz design” Bravia W9

### Wzornictwo (Desing)

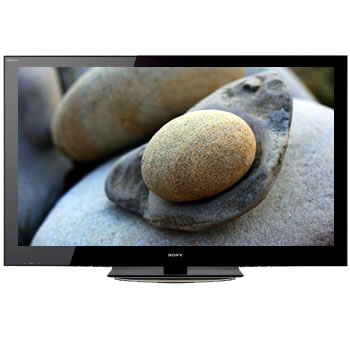
"Monolithic Design ”Bravia HX900

Sztandarowe modele Bravia  posiadają odmienny, niepowtarzalny design. Zachowany jest ten sam design w odbiornikach telewizyjnych, jak i w produktach kina domowego. Reszta modeli jest w stylu klasycznym.
- "Floating Glass Design”[1]  – 2006 – 2007 rok
- „Draw the LINE”[2] – 2008 – 2009 rok
- „Monolithic Design”[3] – 2010 – 2012 rok
- “Sense of Quartz design”[4] 2013 rok
- “Wedge Design”[5] 2014 rok

### Silniki, procesory obrazu
W odbiornikach telewizyjnych procesory obrazu, tzw. „Silniki obrazu” to zestaw technologii przetwarzania sygnału, w celu wyświetlenia obrazu na danym wyświetlaczu. Sygnał telewizyjny przechodzi przez szereg procesów obróbki obrazu, redukcji szumów, dostosowania do wielkości i proporcji obrazu do wyświetlacza, poprawy i obróbce jakości kolorów. Cały proces ma na celu poprawę jakości obrazu z jakiegokolwiek sygnału. W każdej nowej linii odbiorników Bravia, są wykorzystywane zazwyczaj 2 – 3 rodzaje procesorów obrazu. Pierwszy to podstawowy, stosowany w mniej zaawansowanych modelach. Podstawowe wersje silników są rozbudowywane o dodatkowe procesy przetwarzania obrazu, stosowane w bardziej zaawansowanych seriach. Zazwyczaj występują z końcówką „EX”, „PRO” (najbardziej zaawansowana). Od 2005 roku Sony opracowało 5 pokoleń silników, używanych w konsumenckich produktach Bravia:
- BRAVIA Engine / Bravia Engine EX / BRAVIA Engine PRO (premiera 2005 rok)

BRAVIA Engine – podstawowy silnik
Bravia Engine EX – dodatkowo posiadał funkcje: redukcja szumów, zaawansowane zwiększanie kontrastu, zaawansowany naturalny kolor, cyfrowe Digital Reality Creation (DRC) – skalowanie obrazu z SD do Full HD.
BRAVIA Engine PRO – posiadał bardziej rozbudowaną funkcję Digital Reality Creation (DRC). Przy skalowaniu obrazu z SD do Full HD sygnał przechodził przez procesy wyostrzania, poprawy kolorów, jakości obrazu.
- BRAVIA Engine 2 / BRAVIA Engine 2 EX / BRAVIA Engine 2 PRO (premiera 2008 rok)

Druga generacja silników BRAVIA Engine. Parametry, zaawansowanie tych silników pozwoliło na wykorzystanie ich w kilku kolejnych latach.
BRAVIA Engine 2 EX – nowa funkcja Digital Reality Creation  DRC-MFv1. Wzmacnia sygnały wideo 480i, obrabia pod kątem wyrazistości I ostrości.
BRAVIA Engine 2 PRO – funkcja Digital Reality Creation  w wersji DRC-MFv3. Wzmacnia sygnały 480i, 480p, 720p, 1080i, 1080p. Dodatkowo skupia się na teksturach, krawędziach, szczegółach obrazu.
- BRAVIA Engine 3 (premiera 2009 rok)

Trzecia generacja silników BRAVIA Engine jest traktowana jako wersja PRO i stosowana w bardziej zaawansowanych modelach. Pozwoliły na to bardzo dobre właściwości drugiej generacji, oraz rozwój technologiczny dodatkowych komponentów i funkcji wpływających na jakość obrazu: OptiContrast Panel, Deep Black Panel, lokalne wygaszanie podświetlenia.
- X-Reality / X-Reality PRO – (premiera 2011 rok)

Czwarta generacja silników, znacznie odróżniająca się od poprzednich. Polega na fazowej i stopniowej obróbce sygnału.
X-Reality – Posiada trójfazowy proces obróbki. W pierwszej fazie sygnał zostaje oczyszczony z szumów i zakłóceń, aby przy skalowaniu był pozbawiony wszelkich zniekształceń kolorów itp. W drugiej fazie czysty obraz zostaje skalowany do rozdzielczości i proporcji wyświetlacza. Zostają poprawione krawędzie oraz ogólna wyrazistość obrazu. W ostatniej fazie obraz zostaje zoptymalizowany pod kątem kolejno: tekstury, krawędzi, kontrastu i kolorów.
X-Reality PRO – Dodatkowo posiada chip XCA7 LSI. W trakcie obróbki sygnału procesor zbiera, analizuje i zapisuje w pamięci dane dotyczące obrazu. Dane zawierają wzorce sygnału (szczegóły, kolory itp.). Obrabiany sygnał jest porównywany do znanych wzorców i uzupełniany o poszczególne elementy. Wersja PRO posiada również funkcję Super Bit‐Mapping. Rozszerza ona paletę kolorów z 8 bitów do 14 bitów, stopniuje przejścia barw, wygładzając je.
- 4K X-Reality PRO

Silnik przeznaczony do telewizorów Bravia 4K. Posiada on innowacyjny chip XCA8-4K, którego głównym zadaniem jest skalowanie obrazu do rozdzielczości 4K. Wchodzący, obrobiony sygnał 2K jest poddawany procesom analizy i kwalifikacji. Odpowiednia zawartość zostaje zapamiętywana w dwóch bazach danych. Pierwsza baza danych zawiera dane do przetworzenia(klasyfikowane), druga dane konwersji, które są wykorzystywane do ostatecznej projekcji i skalowania obrazu. Dzięki temu procesor potrafi przetworzyć sygnał 2K do 4K, z bardzo dużą ilością szczegółów.

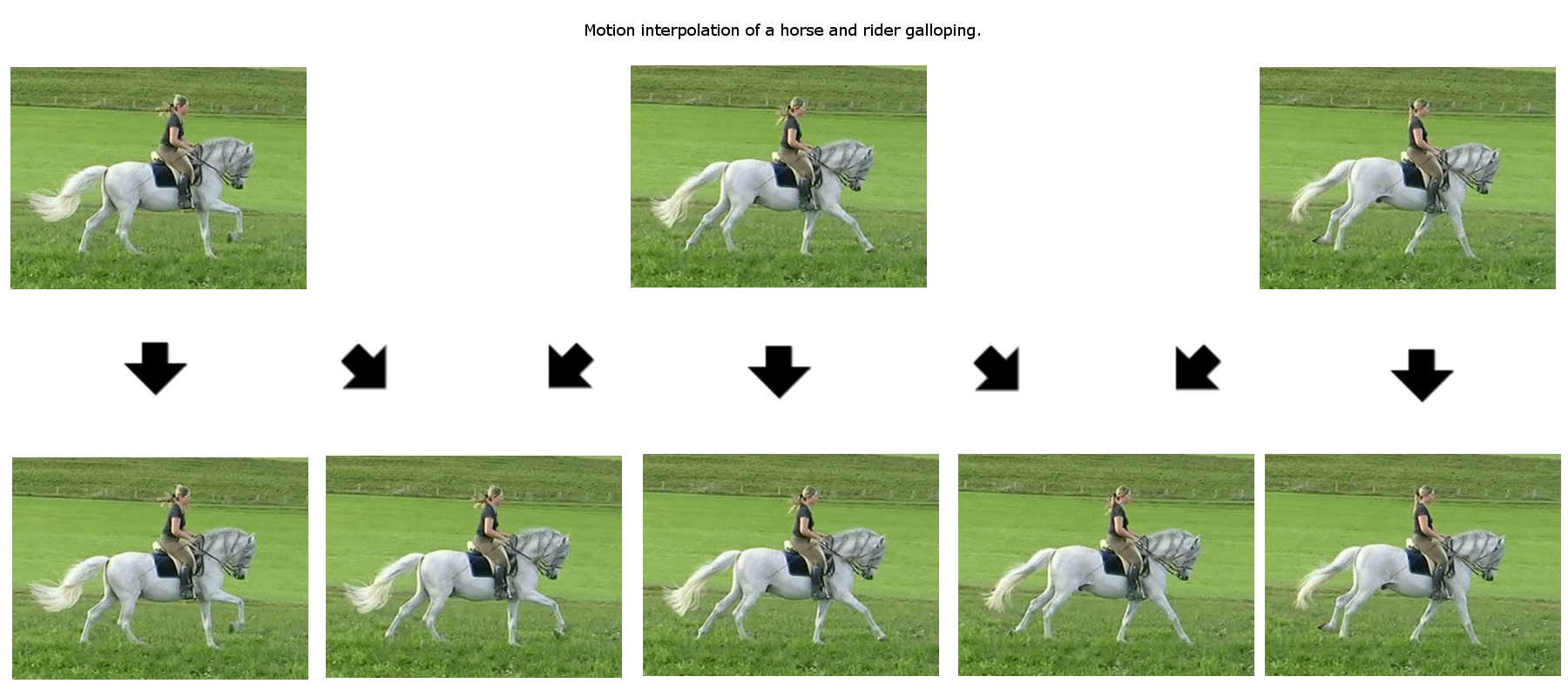
Motionflow – tworzenie dodatkowych klatek

Motionflow – tworzenie dodatkowych klatek

### Płynność obrazu
Sony Corporation opracowało technologię optymalizacji płynności ruchu nazwaną Motionflow. Technologia ta analizuje poszczególne klatki obrazu, dodając od jednej do trzech klatek. Dzięki temu Motionflow buduje ciągłość wyświetlania, minimalizując przerwy między klatkami, zwiększając płynność i wyrazistość obrazu. Dodawane klatki są analizowane przez specjalne algorytmy, aby przewidzieć obraz jaki powinien być między danymi klatkami. Dodatkowo w celu wygładzenia obrazu system ten potrafi współdziałać z podświetleniem, zmieniając jego natężenie, w zależności od wyświetlanych klatek. W pierwszych generacjach Motionflow generowanym obrazie zdarzały się artefakty, czyli wstawiane klatki nie były w 100% dopasowane do ciągłości sygnału. Jednak od modelu W4500 efekt ten był bardzo rzadki. W modelu W5500 już praktycznie niewidoczny. Od samego początku powstania, technologia ta wyróżniała się jakością.

Pierwsza Bravia Full HD z Motionflow + 100 Hz to KDL-40X3500. Pierwszy odbiornik telewizyjny z Motionflow 200 Hz (dodawane 3 klatki w czasie rzeczywistym), to Bravia KDL-40Z4500.

### Podświetlenie
Odbiorniki telewizyjne Bravia głównie opierają się na technologii LCD. Można wyróżnić poszczególne typy podświetlenia, które były / są wykorzystywane w tych odbiornikach telewizyjnych:

#### Podświetlenie typuCCFL
- CCFL
- WCG-CCFL
- HCFL

#### Podświetlenie typuLED
- Edge LED
- Dynamic Egde LED
- Intelligent Dynamic LED, Intelligent Peak LED (Full LED z lokalnym wygaszaniem)
- Triluminos Display (podświetlany diodami RGB)
- Crystal LED[6] (prototyp)

#### Podświetlenie typuOLED
Tylko profesjonalne produkty.

### Funkcje internetowe
Pierwsze funkcje internetowe w odbiornikach telewizyjnych Bravia pojawiły się w 2009 roku. Były dostępne w wybranych krajach, nazywały się Sony Bravia Internet Video. Oferowały dostęp m.in. do serwisu YouTube. W innych krajach w tym samym czasie była dostępna usługa „AppliCast™”, która oferowała m.in. czytnik RSS, pogodę, horoskop. W 2010 roku, wraz z nowymi seriami HX, LX, EX Sony udostępniło usługę Bravia Internet Video (BIV), oferującą w Polsce m.in. kanały TVN, IPLA, TVP, Filmbox, YouTube. W roku 2012 usługa została znacznie rozbudowana, m.in. o możliwość dodawania aplikacji, dostęp do sklepu OPERA Store. Została zmieniona również nazwa na Sony Entertainment Network.

Modele Bravia od 2011 roku wspierają usługę HbbTV, nadawaną przez cyfrową telewizję naziemną.
Połączenie z Internetem w zależności od modeli, jest możliwe przez WiFi, Ethernet, bądź moduł WiFi (od 2010 roku UWA-BR100).

### Funkcje multimedialne i pozostałe cechy Bravia
- Odtwarzacz USB. Port USB w Bravia pojawił się w 2008 roku, umożliwiał odtwarzanie zdjęć (w niektórych modelach muzyki). W roku 2009 została dodana możliwość odtwarzania muzyki. Od roku 2009 dodana możliwość odtwarzania filmów (formaty odtwarzania zależą od modelu). Od roku 2013 można korzystać z dysków z systemem NTFS.
- DLNA pojawiło się w Bravia w roku 2008. Umożliwia odtwarzanie zdjęć, muzyki, filmów, poprzez odpowiednie serwery multimedialne.
- NFC – Występuje w wyższych seriach Bravia od 2013 roku. Sony opiera swoją technologię na chipie FeliCa, który z kompatybilnym urządzeniem umożliwia korzystanie z funkcji One-touch mirroring[12] (kopia ekranu smartfon / tablet, na ekranie telewizora)
- TVSideView[13] / Media Remote[14] – aplikacje na smarfon / tablet sterujące produktami Bravia (modele od 2010 roku).
- MHL – multimedialne połączenie telewizora z innymi produktami (wybrane modele od 2013 roku).
- Skype – aplikacja umożliwiająca rozmowy przez Internet (wybrane modele od 2011 roku)
- Przeglądarka internetowa Opera oparta na HTML5 (wybrane modele od 2010 roku).
- TrackID – możliwość identyfikacji muzyki lecącej w odbiorniku (wybrane modele od 2011 roku).
- WiFi Direct – bezprzewodowe przesyłanie muzyki, zdjęć, filmów z kompatybilnych urządzeń (wybrane modele od 2011 roku).
- Nagrywanie na dysk USB – w  przypadku sygnału z wbudowanych tunerów (wybrane modele od 2011 roku).
- Bravia Sync[15] – komunikacja jednym pilotem z kompatybilnymi, podłączonymi przez HDMI urządzeniami.
- HDMI ARC – dwukierunkowa komunikacja poprzez przewód HDMI (wybrane modele od 2011 roku).

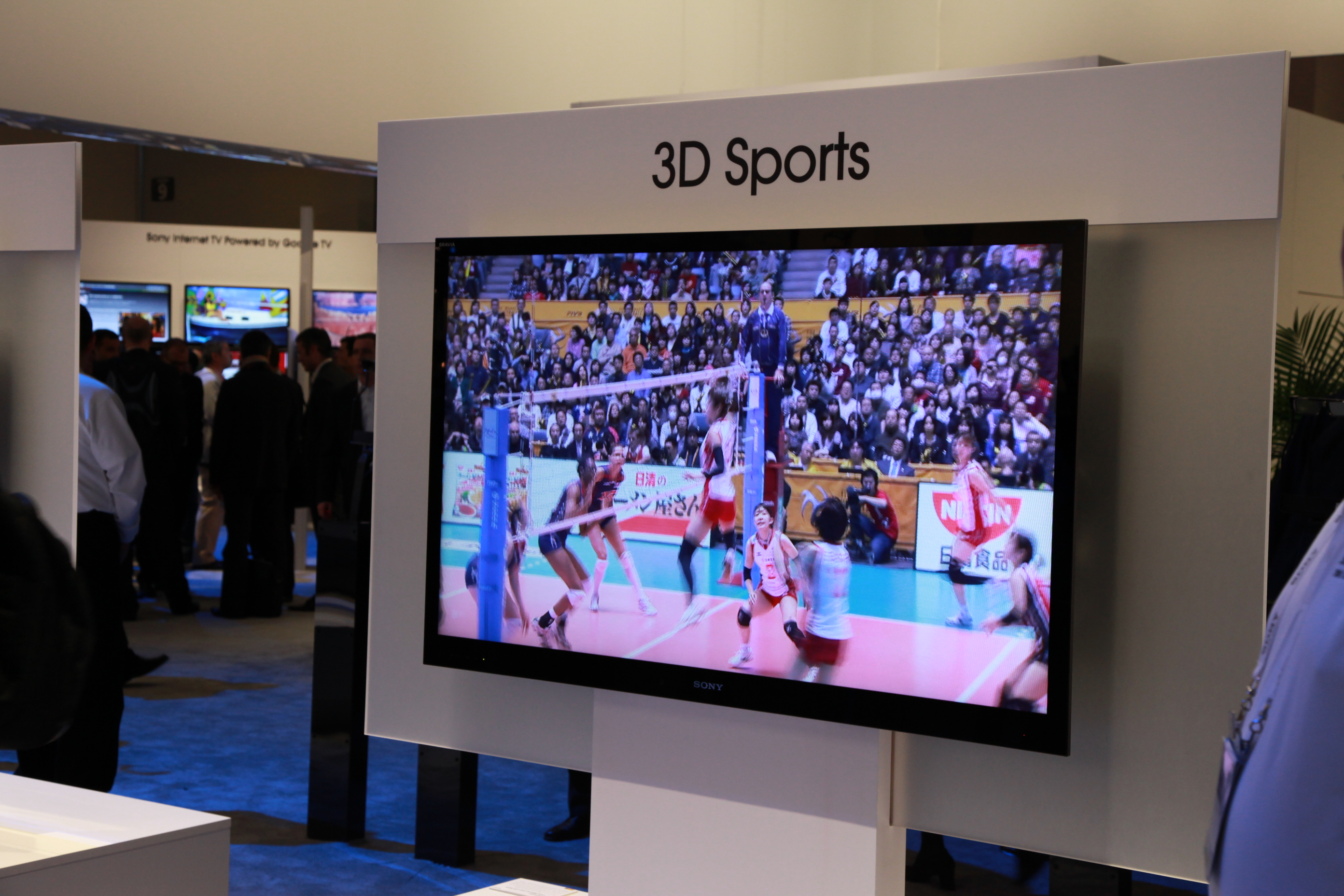
Bravia 3D

## Wykaz sztandarowych modeli Bravia
- 4K – pierwszy model konsumencki pojawił się w roku 2013, X9000A Series[16].
- 3D aktywne – pierwsze model 3D pojawił się w 2010 roku – HX900[17] i HX800
- 3D pasywne- pierwszy model z 3D pasywnym pojawił się w 2013 roku W805[18]
- W905 sztandarowy model FullHD z Triluminos Display
- Z4500[19] – pierwszy na świecie model z Motionflow 200 Hz
- ZX1[20] – pierwszy bezprzewodowy odbiornik telewizyjny Bravia
- 55X4500[21] – pierwszy model Full HD z podświetleniem LED
- XH 90[22] - pierwszy model z pełnym złączem HDMI 2.1 wspierające 4K@120 Hz. Dedykowany specjalnie dla PlayStation 5.   Z nową technologią optymalizacji obrazu i dźwięku Ambient Optimization.